# بطليموس الثاني
بطليموس الثاني فيلادلفوس والتي تعني بطليموس المحب لأخيه 309-308 ق.م.- يناير 246 ق.م. ثاني ملوك الدولة البطلمية الذي حكم مصر من سنة 283 ق.م. إلى سنة 246 ق.م. وهو ابن بطليموس الأول أحد قادة الإسكندر الأكبر ومؤسس الدولة البطلمية في مصر التي انفصل بها عن الإمبراطورية المقدونية بعد وفاة الإسكندر الأكبر، وأم بطليموس الثاني هي الملكة برنيكي الأولى ذات الأصول المقدونية أيضًا.
بلغت عظمة البطالمة أوجها في عهد بطليموس الثاني، كانت الإسكندرية في ذروة مجدها، كما اعتنى بمتحف ومكتبة الإسكندرية. انتهج بطليموس الثاني خلال عصره سياسة عدوانية توسّعية نجح في بعض مراحلها في ضمّ الجزر الإيجية وشرق المتوسط. بين سنتي 275-271 ق.م. قاد بطليموس الثاني جيوشه لمحاربة السلوقيين في الحرب السورية الأولى، وضمّ قيليقية وكاريا، ولكنه فقد قورينا بعد خسارته أمام ماغاس أخيه غير الشقيق. وفي الحرب الخرموندية بين سنتي 267-261 ق.م. واجه بطليموس الثاني الأنيغونيين من أجل السيطرة على الجزر الإيجية، وعاني من عدد من الانكسارات. ثم خاض الحرب السورية الثانية بين سنتي 260-253 ق.م. ضد السلوقيين التي فقد فيها معظم مكتسباته من الحرب السورية الأولى.

## نشأته وبدايته
بطليموس الثاني هو ابن بطليموس الأول من زوجته الثالثة برنيكي الأولى، وقد وُلد في جزيرة كوس سنة 309 ق.م. أو 308 ق.م. خلال غزو أبيه لجزر بحر إيجة ضمن حروب خلفاء الإسكندر. كان لبطليموس الثاني شقيقتين أرسينوي وفيلوتيرا. تعلّم بطليموس على يد عدد من أبرز مثقفي عصره منهم فيليتاس الكوسي وهو شاعر ينسب إليه أول مجهود أدبي عرفته الإسكندرية في الشعر الرثائي، والفيلسوف اسطراطون اللميساكي.
كما كان لبطليموس الثاني عدد من الإخوة غير الأشقاء. وقد تولى اثنان من إخوته غير الأشقاء من زوجة أبيه يوريديس المُلك وهما بطليموس كيراونوس وميلياغر اللذان حكما مقدونيا القديمة. كما كان لبطليموس الثاني إخوة غير أشقاء من والدته من زوجها الأول فيليب، وهم «ماغاس» ملك قورينا وأنتيغون الإبيري وبيروس الإبيري.
وقت ولادة بطليموس الثاني، كان أخوه غير الشقيق بطليموس كيراونوس هو ولي العهد المفترض. ولما كبًر بطليموس، دار صراع بينهما حول خلافة أبيهما، نتج عنه رحيل بطليموس كيراونوس عن مصر سنة 287 ق.م. وفي 28 مارس سنة 284 ق.م. أعلن بطليموس الأول ابنه بطليموس الثاني ملكًا بعد أن رفعه ليًشاركه المُلك. كانت الوثائق الصادرة في تلك الفترة تُسمّيه «الملك بطليموس بن بطليموس» لتُميّزه عن أبيه. شارك بطليموس الثاني أباه الحكم حتى وفاة أبيه سنة 282 ق.م. يزعم أحد المصادر القديمة أن بطليموس الثاني قتل والده، ولكن بقية المصادر تقول بأن الوفاة كانت طبيعية بسبب تقدمه في العمر، وهو ما يبدو مقبولاً نظرًا لكونه كان في منتصف الثمانينيات من عمره.

## عصره

### أرسينوي الأولى وأرسينوي الثانية
استمر الصراع على الملك بين بطليموس الثاني وأخيه غير الشقيق بطليموس كيراونوس إلى ما بعد وفاة أبيهما بطليموس الأول. ربما كان الصراع بينهما سببًا في إعدام اثنين من إخوته غير الأشقاء (كانا غالبًا شقيقي كيراونوس)، وذلك سنة 281 ق.م. كان كيراونوس قد توجّه بعد رحيله عن مصر إلى بلاط لوسيماخوس حاكم مقدونيا. دار هناك جدل في بلاط لوسيماخوس حول دعم كيراونوس أم لا؟ من جانب، كان لوسيماخوس نفسه متزوّجًا من أرسينوي الثانية شقيقة بطليموس الثاني من أبيه وأمه منذ سنة 300 ق.م. ومن جانب آخر، كان أغاثوكلس بن لوسيماخوس وولي عهده متزوجًا من ليسندرا شقيقة بطلميوس كيراونوس، من أبيه وأمه. اختار لوسيماخوس أن يدعم بطليموس الثاني، ثم عضّد من تحالفه معه بعد أن زوّج ابنته أرسينوي الأولى لبطليموس الثاني بين سنتي 284-281 ق.م.
استمر الجدل في بلاط لوسيماخوس حول دعم أي من الأخوين بطليموس الثاني أم كيراونوس، مما أفضى إلى إعدام أغاثوكلس ثم انهيار مملكة لوسيماخوس سنة 281 ق.م. حوالي سنة 279 ق.م. عادت أرسينوي الثانية إلى مصر، وهناك تصادمت مع زوجة أخيها أرسينوي الأولى. وفي حدود سنة 275 ق.م. اتهمت أرسينوي بالتآمر على حياة الملك زوجها، ونفيت الملكة إلى بلدة «قفطوس» بمصر العليا، وهي الآن (قفط) تقع شرقي النيل بمقربة من طيبة القديمة، ربما سنة 273 ق.م. أو 272 ق.م. تزوّج بطليموس الثاني من شقيقته الكبرى أرسينوي الثانية. ولم يسمع من قبل في العالم الإغريقي أن زواج شقيقين أمر مشروع، برغم شيوعه بين الوطنيين من المصريين اتباعًا لتقاليد الفراعنة؛ فخزي الناس من جراء ذلك، وطال همهم. ووصف الشاعر «سوتاديس» هذا الزواج في مقطوعة شعرية بأنه من المنكرات وهرب من الإسكندرية تَوَّا بعد أن أذاع أبياته إلى أن أسره قائد بحرية الملك على بعدٍ من شاطئ «فاريا» ورماه في البحر. ربما لم يكن زواجهما زواجًا كاملاً بالمعنى المتعارف عليه، حيث لم يُسفر الزواج عن أطفال. دافع شاعر آخر وهو ثيوقريطس عن الزواج بعدما قارنه بزواج الإله زيوس من شقيقته الكبرى الإلهة هيرا. أسّس هذا الزواج لنموذج زواج تكرّر مرارًا بعد ذلك في البلاط البطلمي.
تعرّض أبناء أرسينوي الأولى الثلاث الذين كان من بينهم ولدها الذي أصبح مستقبلاً بطليموس الثالث للاستبعاد من خلافة أبيهم بعد نفي والدتهم. ويبدو أن بطليموس الثاني قد جعل من ابنه بالتبني بطليموس التيلميسي ابن شقيقته أرسينوي الثانية من زوجها السابق ليسيماخوس وليًا لعهده، بل وأجلسه إلى جواره على العرش سنة 267 ق.م. بعد وفاة أرسينوي الثانية. وظلّ بطليموس التيلميسي إلى جوار بطليموس الثاني حتى تمرّده سنة 259 ق.م. بعد وقوع هذا التمرد، أعاد بطليموس الثاني الحق في الخلافة لأبناء أرسينوي الأولى.

### الصراع مع السلوقيين وقورينا

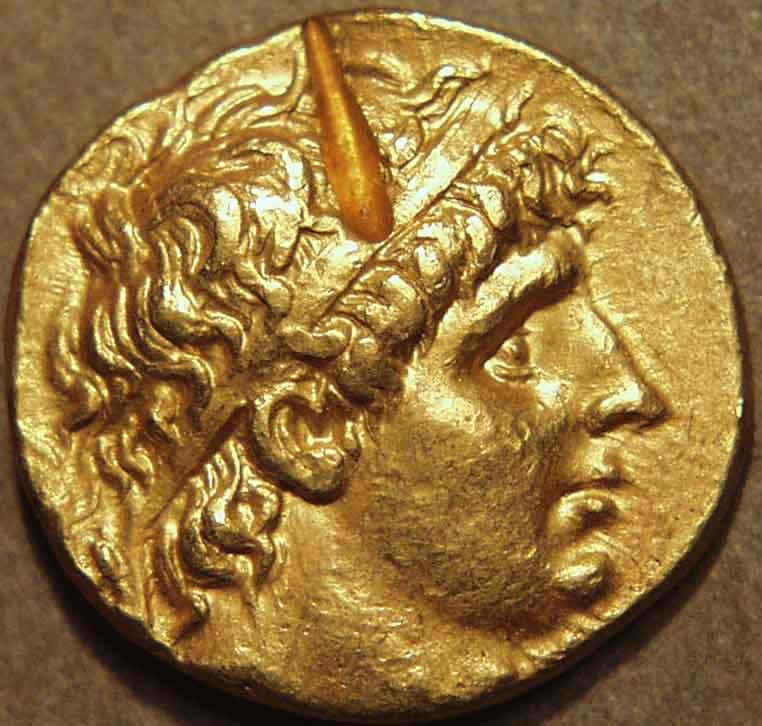
عملة أنطيوخوس الأول

ساند بطليموس الأول صديقه سلوقس الأول حتى أسس مملكته في بلاد الرافدين، لكن العلاقة بينهما كانت قد كدرت بعد معركة إبسوس سنة 301 ق.م. بعد أن طالب كِلاهُما بأحقيته في حكم منطقة شرق المتوسط. وقتئذ، احتل بطليموس أراضي شرق المتوسط حتى النهر الكبير الجنوبي، فيما سيطر سلوقس على الأراضي إلى الشمال من ذلك الحدّ. وطوال حياتيهما، لم يلجأ الملكان للحرب، ولكن مع وفاة بطليموس سنة 282 ق.م. وسلوقس سنة 281 ق.م. تغيّرت الأمور.
أمضى أنطيوخوس الأول بن سلوقس سنوات يصارع المتمردين، ثبّت فيها مُلكه الذي ورثه عن أبيه. استغل بطليموس الثاني ذلك ليتوسّع على حساب السلوقيين، وهو ما ذكرته مصادر تلك الفترة، فاستولى على ساموس وميليتوس وكاريا وليقيا وبامفيليا وربما قيليقية. لم يعترض أنطيوخوس الأول على خسائره تلك سنة 279 ق.م. وعزم على تعزيز قواته من أجل استعادة تلك الأراضي.
إن الاضْطِراب الذي أصَاب مِصر جَرَّاء الحرب السورية زَاده قيام ثورة في برقة «قورينا» تعقيدا، فقد أعلن ماغاس أخو بطليموس من أمه استقلاله وكان حاكما لذلك الإقليم منذ سنة 308 ق.م. وزحف من هنالك ليغزو مصر صيف سنة 274 ق.م. وأضطُر إلى النقوص، لأن بدو ليبيا ويسمون «المرماريدا» هبوا من وراءه ثائرين. وطارت في مصر ثورة أذكى نارها أربعة آلاف من برابرة الغال المستوحشين، كانوا قد أُجِّروا مرتزقين، فمنع ذلك على الجيش المصري أن ينتفع بتلك الفرصة السانحة. وَحَصَر بطليموس الغاليين في جزيرة وسط النيل وقطع الموارد عنهم ليقضي عليهم جوعا، وقد عُدَّ ذلك انتصارا عظيما لأن الرُّعب كان قد خيم على الإسكندرية في خلال تلك الفترة. أسعد بطليموس الثاني هذا الانتصار، فقد نجح فيما عجز عنه العديد من معاصريه من الملوك أمام غزوات الغاليين في اليونان وآسيا الصغرى.

### غزو النوبة
تصادم بطليموس الثاني مع مملكة النوبة بعدما طالب كلا منهما بأحقيته في منطقة «أرض الثلاثين ميل» الواقعة في المنطقة الحدودية بينهما بين الشلالين الأول والثاني بين أسوان ووادي حلفا اليوم. كان النوبيون يستخدمون تلك المنطقة كقاعدة لحملاتهم التي غزوا منها جنوب مصر. حوالي سنة 275 ق.م. غزت قوات بطليموس الثاني النوبة، وضم الإثني عشر ميلاً الشمالية من المنطقة المتنازع عليها. مدح شاعر البلاط البطلمي ثيوقريطس الغزو، كما خلّد بطليموس الثاني ذكر هذه الحملة بنقشها على جدران معابد فيلة. كانت المنطقة التي ضمّها بطليموس الثاني غنية بمناجم الذهب خاصة في وادي العلاقي الذي أسس فيه بطليموس الثاني مدينة سمّاها «برنيكي بانخريسوس» لتكون قاعدة لمشروعه التعديني الكبير هناك. كان الذهب المستخرج من تلك المنطقة أحد الدعائم الأساسية لازدهار وقوة الدولة البطلمية في القرن الثالث ق.م.

### الحرب السورية الأولى
ربما بسبب تحالف أنطيوخوس الأول مع ماغاس، شنّ بطليموس الثاني الحرب على أنطيوخوس الأول سنة 274 ق.م. عندما غزا سوريا السلوقية. وبعد الانتصارات الأوليّة، انهزمت قوات بطليموس أمام أنطيوخوس في معركة أجبرتهم على العودة إلى مصر. كانت الحرب وشيكة، وقضى بطليموس شتاء 274-273 ق.م. يُعزّز دفاعاته شرق دلتا النيل. ورغم ذلك، لم يهاجم السلوقيون مصر. عانى السلوقيون من مشكلات مالية ووجود طاعون، مما دفع أنطيوخوس في سنة 271 ق.م. للتخلّي عن فكرة الحرب وقبل بالسلام مع العودة إلى الوضع ما قبل الحرب، وأقيمت الاحتفالات في مصر بهذا النصر الكبير.

### مستعمرات البحر الأحمر
جدّد بطليموس المشاريع المصرية السابقة للوصول إلى البحر الأحمر. في القرن السادس ق.م. شقّ دارا الأول بالقرب من تل بسطة نحو خليج السويس - مرورًا ببيتوم وبحيرة التمساح والبحيرات المرة - إلا أن تلك القناة كانت قد انطمرت في زمن بطليموس الثاني، الأمر الذي دعا الأخير إلى تطهير تلك القناة، حيث أعاد تشغيلها نحو سنة 269 ق.م. كما أسس مدينة «أرسينوي» عند مصب تلك القناة في خليج السويس. ومن هناك، ابتعث حملتين استكشافيتين نحو الشاطئين الشرقي والغربي للبحر الأحمر، حيث اتجهتا جنوبًا وصولاً إلى مضيق باب المندب، وقد أسس قائدي تلك الحملات سلسلة من 270 قاعدة بحرية عبر الشواطئ، بعضها نمت حتى أضحت من المراكز التجارية الهامة.
في الساحل المصري، أضحت فيلوتيرا وميوس هورموس وبرنيكي تروغلوديتيكا من المحطات الهامة في طريق القوافل التي تمر عبر الصحراء المصرية وموانئ رئيسية للتجارة عبر المحيط الهندي التي نمت بعدئذ على مدى القرون الثلاثة التالية. وإلى الجنوب منها كان هناك ميناء «بطلوميس ثيرون» (ربما بالقرب من بورتسودان الحالية) الذي استخدم كقاعدة لجمع الفيلة. وهناك كانت الفيلة البالغة تُقتل من أجل العاج، أما الصغار فكان يتم تدريبها لتصبح فيلة حربية.
أما على الشاطئ الشرقي، كانت الموانئ الرئيسية في «برنيكي» (العقبة/إيلات اليوم) و«أمبيلون» (بالقرب من جدة اليوم). سمحت تلك المستعمرات للبطالمة بالوصول إلى طرق قوافل تجارة التوابل والعطور التي كان يسيطر عليها الأنباط، الذين أصبحوا من الحلفاء المقربين للبطالمة.

### الحرب الخرموندية

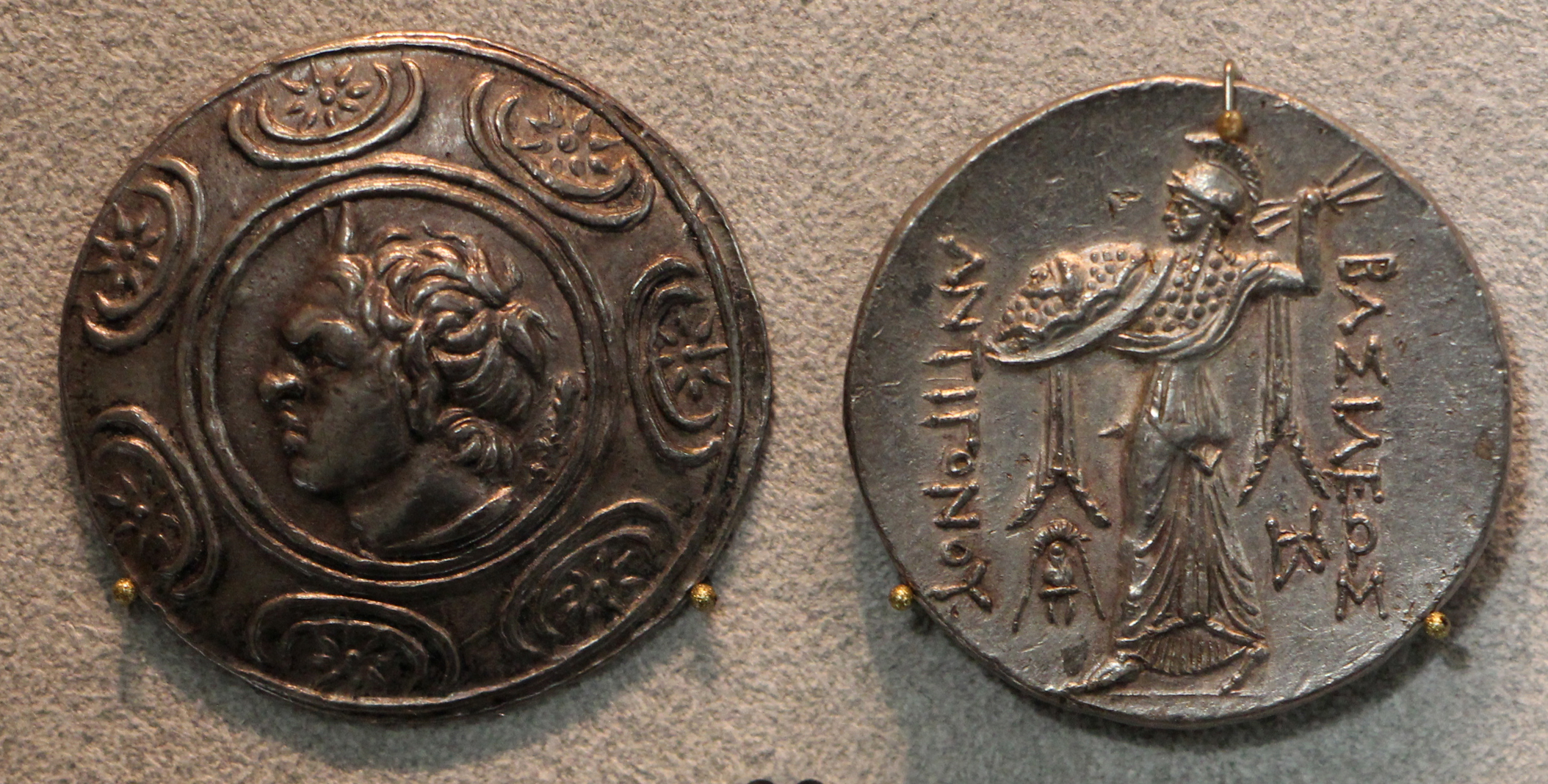
عملة أنتيغونوس الثاني غوناتاس

طوال الفترة الأولى من حكم بطليموس الثاني، كانت مصر القوة البحرية الأبرز في شرق البحر المتوسط. امتد النفوذ البطلمي من كيكلادس إلى سمدرك في شمال إيجة. بل ودخلت البحرية البطلمية البحر الأسود دعمًا لمدينة بيزنطة الحرة. تمكن بطليموس من متابعة سياسته التدخلية دون أي مُتحدٍ، نظرًا للحرب الأهلية طويلة الأمد في مقدونيا القديمة التي خلّفت فراغًا في السلطة في شمال إيجة. لم يدم هذا الفراغ طويلاً، فبعد تتويج أنيغونوس الثاني غوناتاس ملكًا على مقدونيا سنة 272 ق.م. وبعدما وسّع أنتيغونوس نفوذه في البر الرئيسي لليونان، نصّب بطليموس الثاني وأرسينوي الثانية نفسيهما كمدافعين عن «حرية اليونان» من العدوان المقدوني. دشّن بطليموس تحالفات مع المدينتين اليونانيتين الأقوى أثينا وأسبرطة.
تحالف السياسي الأثيني خرمونيدس إضافيًا مع إسبرطة سنة 269 ق.م. وفي نهاية سنة 268 ق.م. أعلن خرمونيدس الحرب على أنتيغونوس الثاني. أبحر باتروكليس قائد الإسطول البطلمي إلى بحر إيجة سنة 267 ق.م. وعسكر في جزيرة كيا. ومن هناك، أبحر إلى أتيكا سنة 266 ق.م. ويبدو أن خطته كانت بأن يلتقي بالجيش الإسبرطي، ومن ثمّ استخدام قواتهم المشتركة لعزل وطرد الحاميات الأنتيغونية في سونيون وبيرايوس التي كانت تهدّد الأثينيين. إلا أن الجيش الإسبرطي لم يتمكن من تجاوز أتيكا وفشلت الخطة. وفي حدود سنة 265 ق.م. أو 264 ق.م. حاول آريوس الأول ملك إسبرطة عبور برزخ كورنث مرة أخرى لمساعدة الأثينيين المحاصرين، لكن أنتيغونوس الثاني ركّز قواته ضده وهزم الأسبرطيين، وقُتل آريوس الأول نفسه في المعركة. وبعد حصار طويل، أُجبر الأثينيون على الاستسلام لأنتيغونوس في أوائل سنة 261 ق.م. هرب خرمونيدس وأخوه غلوكون اللذان قادا الأثينيين في الحرب إلى الإسكندرية، حيث رحب بطليموس بهما في بلاطه.
وعلى الرغم من وجود الأسطول البطلمي بقيادة باتروكلوس، يبدو أن بطليموس الثاني تردّد في الانغماس كليّا في الصراع الدائر في بر اليونان الرئيسي. لم يكن سبب تردده معروفًا، ولكن في السنوات الأخيرة للحرب كانت مشاركة بطليموس محصورة في دعم المدن الإغريقية ماديًا والمشاركة بأسطوله. يزعم المؤرخ غونتر هولب بأن البطالمة كان تركيزهم على منطقة شرق بحر إيجة حيث كان أسطولهم متمركزًا، كما سيطروا على أفسس وربما لسبوس سنة 262 ق.م. يُعتقد أن التدخّل البطلمي في تلك الحرب انتهى بعد معركة كوس، وإن كان ذلك محل جدل بين المؤرخين. لا يُعرف الكثير عن تلك المعركة سوى أن أنتيغونوس الثاني قاد أسطوله الأقل عددًا وهزم به الأسطول البطلمي. اختلف المؤرخون في تحديد زمن معركة كوس، فزعم بعضهم مثل هانز هوبن أن المعركة وقعت ضمن الحرب الخرموندية نحو سنة 262 ق.م. أو 261 ق.م. وأن قائد البطالمة كان باتروكليس. فيما زعم آخرون أن المعركة دارت سنة 255 ق.م. وقت الحرب السورية الثانية.
أنهت الحرب الخرموندية ومعركة كوس السيادة البحرية البطلمية في بحر إيجة، كما أنهت قيادة البطالمة لرابطة سكان الجزر للسيطرة على الجزر السيكلادية. إلا أنها هذا الصراع لم يُنه تمامًا التواجد البطلمي في بحر إيجة حيث ظلت القواعد البحرية التي بناها البطالمة في كيوس وميثانا تحت سيطرتهم حتى نهاية القرن الثالث ق.م. فيما ظلت قواعد سانتوريني وإيتانوس في كريت في حوزتهم حتى سنة 145 ق.م.

### الحرب السورية الثانية

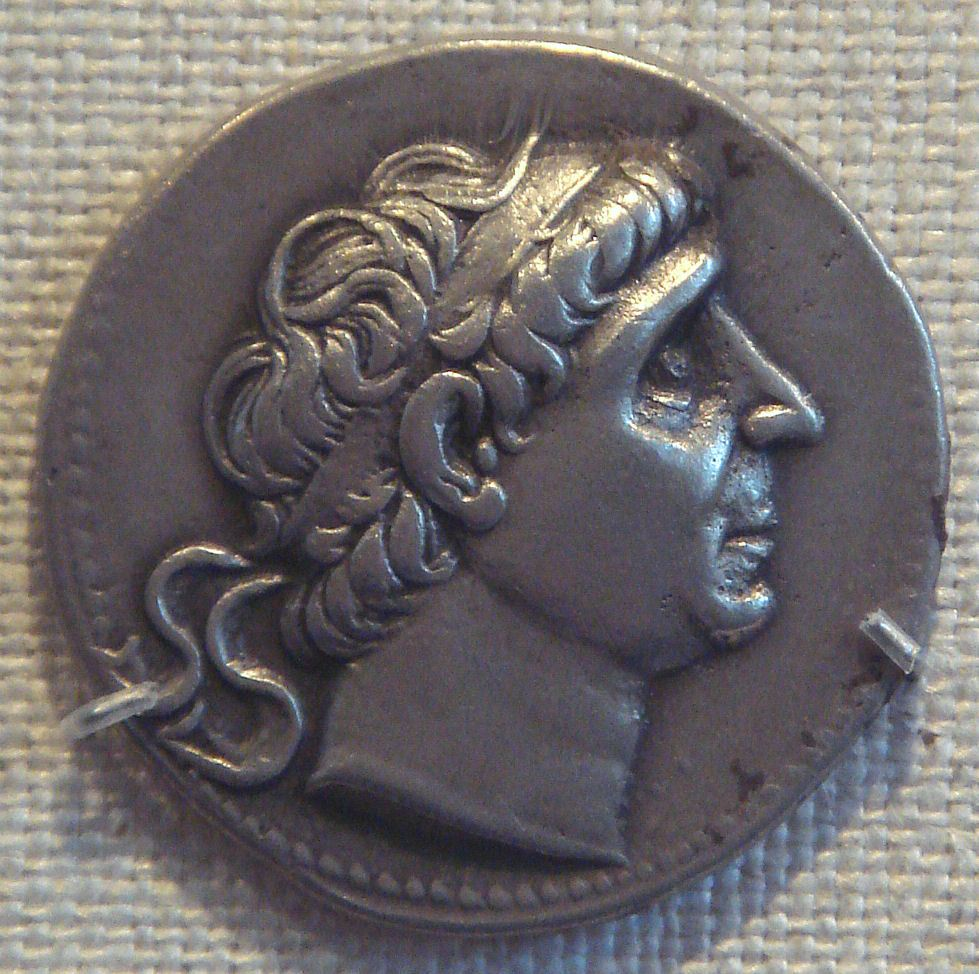
عملة أنطيوخوس الثاني ثيوس

حوالي سنة 260 ق.م. اندلعت الحرب مرة أخرى بين بطليموس الثاني والسلوقيين الذين أصبح ملكهم أنطيوخوس الثاني. كان سبب اندلاع الحرب هذه المرة تنافس الملكين على السيطرة على مدن غرب آسيا الصغرى، وخاصة ميليتوس وإفسُس. كانت شرارة اندلاع الحرب بتمرد بطليموس الابن الذي كان يقود الأسطول البطلمي ضد أنتيغونوس الثاني الملك الأنتيغوني في مقدونيا القديمة. كان بطليموس الابن وحلفاؤه قد سيطروا على الأراضي البطلمية غرب آسيا الصغرى وبحر إيجة. استغل أنطيوخوس الثاني هذا التمرد، وأعلن الحرب على بطليموس الثاني، وانضمت إليه جزيرة رودس.
تضاربت شهادات المؤرخين حول أحداث تلك الحرب نظرًا لتعدد مسارح أحداثها واندلاع أحداثها في أوقات متعددة.
- بين سنتي 259-255 ق.م. انهزم الأسطول البطلمي بقيادة خرمونيدس في معركة بحرية في إفسس. مما مهد لسيطرة أنطيوخس الثاني على المدن البطلمية في البحر الأيوني: إفسس وميليتوس وساموس. تشير الكتابات التأريخية لتلك الفترة أن سيطرة أنطيوخوس على تلك المناطق كانت بين سنتي 254-253 ق.م.
- غزا بطليموس الثاني منطقة شرق المتوسط سنة 257 ق.م. غير أنه ليس معروفًا نتائج حملته تلك. ومع نهاية الحرب، كان بطليموس قد فقد مناطق في بامفيليا وقيليقية، لكنه لم يفقد أي من أراضيه في شرق المتوسط جنوب النهر الكبير الجنوبي.
- من المحتمل، وليس المؤكد، أن أنتيغونوس كان لا يزال في حالة حرب ضد بطليموس الثاني خلال تلك الفترة، وأن انتصاره البحري الكبير في معركة كوس كان سنة 255 ق.م. تزامن مع الحرب السورية الثانية.

في سنة 253 ق.م. تفاوض بطليموس الثاني من أجل السلام، وعرض التنازل عن قطاع كبير من أراضيه في آسيا الصغرى لأنطيوخوس. أُقِّر السلام بزواج أنطيوخوس من برنيكي فيرنوفيروس ابنة بطليموس الثاني سنة 252 ق.م. وقدّم بطليموس الثاني الكثير من التنازلات للسلوقيين كهدية عُرس لهذا الزواج. وبعد نهاية الحرب، وفي يوليو سنة 253 ق.م. سافر بطليموس الثاني إلى ممفيس. وهناك كافأ بطليموس جنوده بأن منحهم أراضٍ كثيرة من المستصلحة حول بحيرة قارون في مدينة الفيوم. أصبحت تلك المنطقة مقاطعة جديدة سُمّيت «المقاطعة الأرسينوية» تكريمًا لذكرى أرسينوي الثانية.

### سنين الحكم الأخيرة والوفاة
بعد الحرب السورية الثانية، ركّز بطليموس مرة أخرى على بحر إيجة والبر الرئيسي لليونان. حوالي سنة 250 ق.م. هزمت قوات بطليموس أنتيغونوس في معركة بحرية. وفي السنة التالية، أعلن بطليموس في احتفالية في ديلوس، استمرار تدخّل قواته في سيكلادس، على الرغم من فقدانه مسبقًا لسيطرته عليها سياسيًا وقتئذ. وفي الوقت ذاته، كان بطليموس على اقتناع بدفع معونات كبيرة لاتحاد آخاين من خلال مبعوثهم أراطوس. كان اتحاد آخاين وقتئذ تحالفًا صغير نسبيًا من المدن الدول الصغيرة شمال غرب بيلوبونيز، ولكن بمساعدة أموال بطليموس، وسّع أراطوس الاتحاد خلال الأربعين سنة التالية ليشمل كل بيلوبونيز تقريبًا ليصبح تهديدًا حقيقيًا للأنتيغونيين في بر اليونان الرئيسي.
وفي نهاية سنة 250 ق.م. وجّه بطليموس جهوده للوصول إلى تسوية مع أخيه غير الشقيق ماغاس حاكم قورينا، واتفقا على أن يتزوج بطليموس الثالث - ابن بطليموس الثاني وولي عهده - من برنيكي الثانية ابنة ماغاس الوحيدة. ورغم وفاة ماغاس بعد الاتفاق مباشرة، رفضت أبامي أرملة ماغاس تنفيذ الاتفاق، ودعت الأمير الأنتيغوني ديميتريوس العادل إلى قورينا ليتزوج من برنيكي. استطاع ديميتريوس السيطرة على قورينا بمساعدة من أبامي، ولكنه اغتيل لاحقًا على يد برنيكي. تشكلت حكومة جمهورية بقيادة القورينيين إكديلوس وديموفانيس تولّت إدارة قورينا حتى زواج برنيكي من بطليموس الثالث الذي تمّ سنة 246 ق.م. وذلك بعد صعود بطليموس الثالث إلى العرش.
توفي بطليموس الثاني في 28 يناير 246 ق.م. وخلفه ابنه بطليموس الثالث.

## نظام دولته

### من الناحية الدينية

#### عبادة الحاكم
كان بطليموس الثاني سببًا في تحوّل البطالمة من عبادة الإسكندر الأكبر التي أسس لها بطليموس الأول كدين رسمي لدولة البطالمة. بعد وفاة بطليموس الأول وتولي بطليموس الثاني الحكم بمفرده، أعلن بطليموس الثاني والده ووالدته برنيكي الأولى آلهة، وأعلنهما الإلهين المنقذين. حوالي سنة 272 ق.م. أعلن بطليموس الثاني نفسه وزوجته شقيقته أرسينوي الثانية آلهة، ووصفهما بالإلهين الأخوين. وأصبح كاهن عبادة الإسكندر الأكبر، كاهنًا لعبادة الإسكندر الأكبر والإلهين الأخوين. ثم أصبحت تلك عادة ملكية يضاف إلى لقب الكاهن كل زوجين ملكيين منذئذ وحتى نهاية القرن الثاني الميلادي. وفي الرسومات الفنية التي تُخلّد الآلهة، أضيفت إلى بطليموس الثاني سمات إلهية كهرّاوة هرقل وقناع رأس الفيل الذي ارتبط ارتدائه بالإسكندر الأكبر، بينما تُصوّر أرسينوي الثانية بزوجين من القرون مع قرن كبش صغير خلف الأذن. أضاف بطليموس أيضًا لعدد من أقاربه الصفة الإلهية. فبعد وفاة شقيقته وزوجته أرسينوي الثانية سنة 269 ق.م. كرّمها بطليموس بجعلها إلهة بمفردها - وليس مثلما فعل سابقًا حين قرنها معه بصفتهما إلهين أخوين - وأمر بإضافة تمثال لها في كل معابد مصر، كمعبودة خاصة لتلك المعابد تُعبد إلى جوار آلهة تلك المعابد. مما جعلها مع الوقت من الآلهة المفضلة عند المصريين في العصر البطلمي. جعل بطليموس الثاني أيضًا من شقيقته الأخرى فيلوتيرا إلهة. بل وأضاف إلى محظيته بيليستيخي صفة القداسة، وأصبحت تُشبّه باللإلهة أفروديت.
منذ سنة 279 ق.م. أو 278 ق.م. أقيم احتفال كل أربع سنوات في الإسكندرية تخليدًا لذكرى بطليموس الأول. استغل بطليموس الثاني تلك المناسبة لاستعراض ما وصلت إليه الدولة البطلمية من عظمة وثروة. أسهب المؤرخ كاليخينوس الرودسي في وصف أحد تلك الاحتفالات ذاكرًا ضخامة وعظمة تلك الاحتفالات، فذكر أن الاحتفال تضمّن وليمة كبيرة شملت 130 شخصًا في جناح ملكي كبير، إضافة إلى مسابقات رياضية. كما اشتمل أيضًا على مواكب فردية لتكريم كل إله، بدءًا من فوسفوروس، ثم الإلهين المنقذين بطليموس الأول وبرنيكي الأولى، كما احتوى موكب ديونيسوس على دزينات من المراكب الاحتفالية التي يسحب كل منها مئات الأشخاص، ويحمل كل منها تمثال ديونيسوس طوله يتجاوز الأربع أمتار مع العديد من جرار النبيذ والرسومات الأسطورية التي يتحرك بعضها أوتوماتيكيًا والمئات من الرجال الذين يرتدون أزياء أتباع ديونيسوس ساتير وسيلينوس ومايناد. تليهم 24 عربة تسحبها الفيلة تحمل أسود ونمور وفهود وجمال وظباء وحُمُر وحشية ونعام ودب وزرافة ووحيد القرن. كانت معظم الحيوانات أزواج - أكثرها النعام ثمانية أزواج - وكان معظم العربات يسحبها فيل واحد، أما التي تحمل التماثيل الذهبية ذات المترين طولاً ربما يسحبها أربعة. وفي نهاية الموكب تسير القوات التي كانت تتشكل من 57,600 من المشاة و23,200 من الفرسان. وتم توزيع أكثر من 2,000 طالنط عل الحضور في سخاء.
كان الموكب يبدأ من الإسكندرية، ثم يتكرر في مناطق أخرى في الإمبراطورية البطلمية. فكان ينطلق موكب جزر بحر إيجة البطلمية من ديلوس بدءًا من سبعينيات القرن الثالث ق.م.. كما كانت الاحتفالات تحدث في قبرص في لابثوس، وفي ميثيمنا في لسبوس وسانتوريني، وأحيانًا في ليميريا في ليقيا.

#### المذهب الفرعوني والديانة المصرية

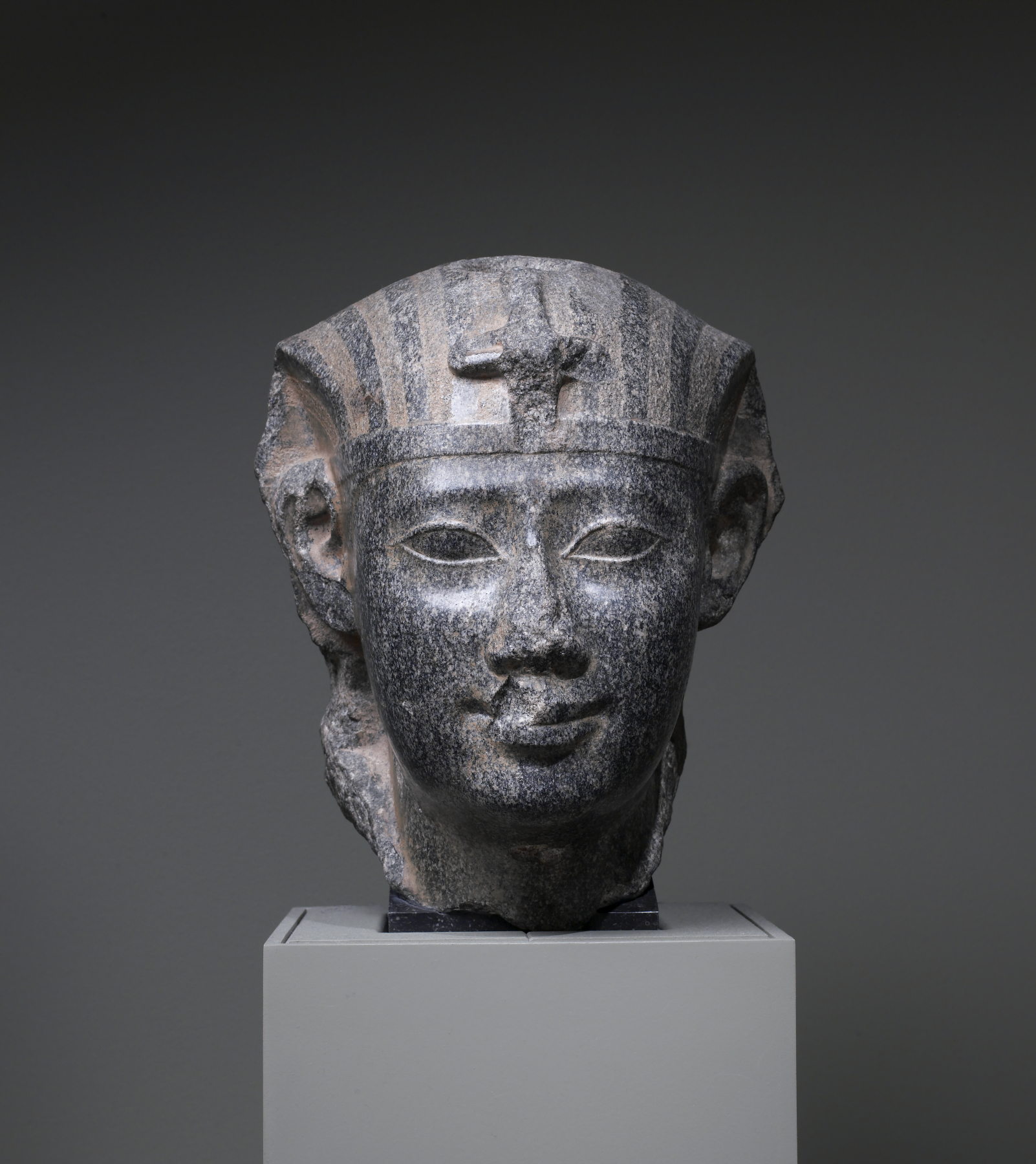
تمثال من الجرانيت لبطليموس الثاني في هيئته الفرعونية. متحف والترز، بالتيمور.

سار بطليموس الثاني على نهج أبيه في تقديم نفسه في الهيئة الفرعونية التقليدية، وفي دعم كهنة الديانة المصرية، وقد خلّدت ذلك اثنتان من اللوحات التذكارية الهيروغليفية، حيث أظهرت لوحة منديس أداء بطليموس طقوس عبادة الإله الكبش بانيبجيدت بعد تتويجه. كما سجلت لوحة بيتوم افتتاح بطليموس الثاني معبد بيتوم سنة 279 ق.م. وخلدت اللوحات أيضًا إنجازاته في استعادة التماثيل الدينية من السلوقيين من خلال حملته العسكرية سنة 274 ق.م. وشبّهت السلوقيين بأعداء الوطن كالهكسوس والآشوريين والفرس.

### من الناحية الإدارية
كانت الإدارة البطلمية لمصر ذات نظام بيروقراطي مُعقّد. تأسس معظم هيكل النظام الإداري في عهد بطليموس الأول، ولكن أقدم وصف لذلك النظام فيرجع إلى بردية من عهد بطليموس الثاني. تترأس النظام في الإسكندرية مجموعة صغيرة من المسؤولين يختارهم الملك، ويشملون كاتب الرسائل وهو المسؤول الدبلوماسي، والحاكم الإداري الرئيسي، وكاتب المراسيم الملكية، والقادة الرئيسيون، وجابي الضرائب وحاكم المقاطعات وهو المنصب الذي شغله أبولونيوس في معظم عصر بطليموس الثاني بين سنتي 262-245 ق.م. هذا وقد بقي جانب كبير من أرشيف زينون الكاونوسي وهو السكرتير الشخصي لبطليموس، فأصبح من المراجع الرئيسية للباحثين المعاصرين حول كيفية إدارة البطالمة للريف.
قسّم البطالمة مصر إلى 39 مقاطعة، سمّوها نوم (باللاتينية: Nome)، وقد حملت نفس أسماء وحدود المقاطعات الفرعونية تقريبًا. كان لكل مقاطعة ثلاثة مسؤولين، وهم: حاكم النوم الذي كان مسؤولًا عن الإنتاج الزراعي، والجابي الذي كان مسؤولًا عن الشؤون المالية، والحاكم الإداري الملكي الذي كان مسؤولًا عن مسح الأراضي وحفظ السجلات. كان المسؤولون الثلاث يتبعون إداريًا جابي الضرائب وحاكم المقاطعات الرئيسي في الإسكندرية، وكانوا متساوين في الرتبة، وكان ذلك يهدف لأن يراقب كل منهم الآخر، فلا يستطيع أي منهم أن ينفرد بالسلطة في المقاطعة، ويهدد السلطة الملكية. كما كان لكل قرية قائد وحاكم إداري، يتبع كل منهما حاكم النوم والحاكم الإداري على الترتيب. من خلال هذا النظام، كان هناك تسلسل قيادي بدءًا من الملك، ووصولًا إلى مسؤولي كل قرية من قرى مصر التي كان عددها نحو ثلاثة آلاف قرية. كما كان لكل مقاطعة قائد عسكري وهو المسؤول عن القوات المتمركزة في المقاطعة، ويتبع الملك مباشرة.
كان الهدف الرئيسي لهذا النظام الإداري استخلاص أكبر قدر ممكن من الثروة من الأرض، بحيث يمكن استغلالها ملكيًا، لا سيما في أوقات الحرب. ظل هذا النظام يعمل بكفاءة في عصر بطليموس الثاني. ثم صدرت بردية تجديد للقوانين مع بداية الحرب السورية الثانية سنة 259 ق.م. لزيادة العائدات الضريبية. حدّدت البردية نظامًا ضريبيًا لزراعات الخمر والفاكهة وزيت الخروع. كما سمح للأفراد العاديين دفع مبلغ محدد للملك مقدمًا مقابل الحق في الإشراف على تحصيل الضرائب (على الرغم من أن التحصيل الفعلي كان يتم من قبل المسؤولين الملكيين)، حيث كان بإمكان هؤلاء الأفراد الحصول على أي فائض من أموال الضرائب التي تم تحصيلها كأرباح. تلا إصدار تلك البردية إجراء جرد عام سنة 258 ق.م. تم خلاله مسح جميع أنحاء مصر لتحديد كمية الأراضي وطرق الري والقنوات والغابات داخل المملكة ومقدار الدخل الذي يمكن جمعه منها. بُذلت جهود كبيرة لزيادة مساحة الأراضي الصالحة للزراعة في مصر، لا سيما من خلال استصلاح كميات كبيرة من الأراضي حول بحيرة قارون في الفيوم. وقد قام بطليموس لاحقًا بتوزيع هذه الأرض على الجنود كإقطاعيات زراعية سنة 253 ق.م. كما سجلت البردية محاولات جابي الضرائب الرئيسي أبولونيوس لتأسيس نظام نقدي لتداول المحاصيل، لا سيما زيت الخروع. إضافة إلى تلك الإصلاحات الزراعية، أنشأ بطليموس الثاني أيضًا عمليات واسعة لتعدين الذهب في النوبة بوادي العلاقي وفي الصحراء الشرقية في أبو زوال.

### العلوم والثقافة
كان بطليموس الثاني راعيًا متحمّسًا للعلوم، فاهتم بتوسيع مكتبة الإسكندرية، وموّل الأبحاث العلمية. كما أنفق على شعراء مثل كاليماخوس وثيوقريطس وأبولونيوس الرودسي وبوسيديبوس، فأنتجوا روائع من الشعر الهلنستي ومنها قصائد المديح في الأسرة البطلمية. ومن العلماء الذين رعاهم بطليموس الرياضياتي إقليدس والفلكي أرسطرخس الساموسي. ويُعتقد أنه دفع للمؤرخ مانيتون ليكتب كتابه عن تاريخ مصر، ربما بهدف جعل الثقافة المصرية مفهومة لحكامها الجدد.
كما زعمت رسالة أرسطياس الزائفة أن بطليموس هو من طلب ترجمة الكتاب العبري إلى اليونانية القديمة المسماة بالنسخة السبعينية. وإن كانت تلك الرواية غير دقيقة تاريخيًا، فعلى الأرجح أن الترجمة اليونانية للكتاب المقدس العبري قد تمت على يد يهود الإسكندرية في عملية طويلة الأمد، وليس من خلال ترجمة واحدة.

### العلاقات الدبلوماسية

#### مع غرب المتوسط
يُشاع أن بطليموس الثاني وهييرو الثاني ملك سرقوسة كانا على علاقة جيدة خاصة، بدليل وجود تبادل تجاري وثقافي بين الإسكندرية وسرقوسة. تأثر هييرو بأساليب الإدارة البطلمية، فصاغ نظامه الضريبي وفق النموذج البطلمي. وكانت أصول اثنين من أبرز رجال البلاط البطلمي وهما الشاعر ثيوقريطس والرياضياتي أرخميدس، من سرقوسة. وهناك دلائل تشير إلى أن بطليموس الثاني قام بتمويل صعود هييرو الثاني إلى السلطة من بينها عملات برونزية ذات ختم بطلمي سُكّت بين سنتي 271-265 ق.م. في صقلية. يُعتقد أن مجموعة منها سُكّت سنة 276 ق.م. خلّفها بيروس الإبيري بعد انسحابه من صقلية. والأخرى مسكوكة سنة 265 ق.م. مع اندلاع الحرب البونيقية الأولى.
أقام بطليموس الثاني علاقات جيدة مع قرطاجنة، على النقيض من والده، الذي كاد أن يتحارب معهم ذات مرة على الأقل. قد يكون مرد ذلك للضغط على ماغاس القوريني الذي كانت له حدود مع القرطاجينيين. كما كان بطليموس أول حاكم مصري يقيم علاقات رسمية مع الرومان. أرسل بطليموس الثاني سفارة إلى روما سنة 273 ق.م. لتدشين علاقة صداقة مع الرومان. وضعت تلك الصداقتين بطليموس الثاني سنة 264 ق.م. أمام اختبار حقيقي بعدما اندلعت الحرب البونيقية الأولى بين قرطاجنة وروما، إلا أن بطليموس الثاني اختار الحياد في هذا النزاع، ورفض طلب قرطاجي مباشر للحصول على مساعدة مالية.

#### مع الهند
ذكر المؤرخ بلينيوس الأكبر أن بطليموس الثاني أرسل سفيرًا يدعى ديونيسيوس إلى بلاط الإمبراطورية الماورية في باتاليبوترا في الهند، على الأرجح إلى الإمبراطور أشوكا. كما ورد ذكر بطليموس الثاني في مراسيم أشوكا كأحد الذين دعاهم أشوكا إلى البوذية.

### العمارة

#### العمارة الدينية
كجزء من رعايته للدين المصري والنخبة الكهنوتية، قام بطليموس الثاني بتمويل أعمال بناء واسعة النطاق في المعابد في جميع أنحاء مصر. أمر بطليموس بإنشاء قلب معبد إيزيس في فيلة في عهده، وخصص الضرائب التي تم تحصيلها من منطقة «أرض الثلاثين ميل» التي فتحها قبل سنوات لأعمال البناء في المعبد. وعلى الرغم من أن المعبد كان موجودًا منذ القرن السادس ق.م.، إلا أن عناية بطليموس به هي التي حولته إلى واحد من أهم المعابد في مصر.
بالإضافة إلى ذلك، بدأ بطليموس العمل في عدد من المواقع الأخرى، منها (من الشمال إلى الجنوب):
- تجميل معبد أنحور - شو في سيبنيتوس ومعبد إيزيس القريب في إيزوبوليس.[76][77]
- معبد حورس في تانيس.[78]
- معبد أرسينوي في بيتوم.[79]
- سيرابيوم سقارة.
- ترميم معبد مين في أخمين.[80]
- معبد مين وإيزيس في كوبتوس.[81]
- توسيع معبد دندرة.
- تجميل معبد أوبت في الكرنك، وإضافة الصرح الشمالي في منطقة موت في الكرنك.[82]

#### العمارة المدنية
هناك مزاعم أن مكتبة الإسكندرية أنشأت في عهد بطليموس الثاني، ووضع هدفًا لها أن تصل محتوياتها إلى 500,000 مخطوط. كما بُني في عهده فنار الإسكندرية والتي كانت تعد واحدةً من عجائب الدنيا السبع القديمة، كذلك بني في عهده متحف الإسكندرية القديم. ومن أبرز الأعمال العمرانية التي قام بها بطليموس الثاني في عهده تجفيفه أجزاء من بحيرة موريس مما أكسبه مساحة عظيمة من الأراضي الصالحة للزراعة في بطلميس يورغيتس (الفيوم الحالية)، التي أصبحت مركزًا لمستعمرة إغريقية عظيمة.

### الاقتصاد
لم يكن للشعب حرية التجارة أو القيام بمزاولة عمل حر إلا في مدن الإسكندرية ونقراطس وبطلميس هيرميو ذات الطابع الإغريقي. واعتمد الاقتصاد المصري على الزراعة تمامًا كما كان الحال في وقت مصر الفرعونية، وكان القمح أهم المحاصيل وقتها الذي أولاه بطليموس الثاني اهتمامًا خاصًا، حتى أنه كان يصدر أمرًا سنويًا بتحديد المساحة المحددة للزراعة بالقمح، كما اهتم السكان الإغريق بزراعة أرضهم بالكروم، وتوسعت زراعة الزيتون الذي لم يكن منتشرًا قبل العصر البطلمي، لما له من مكانة خاصة عند الإغريق. كما أدخل الإغريق في عهده بعض الزراعات التي لم تكن معروفة في مصر، مثل زراعة بعض أنواع التين والتفاح والرمان والسفرجل والمشمش والبندق والفستق، وأخلوا زراعة الثوم إلى مصر. اتبع بطليموس الثاني نظام احتكار أهم السلع الضرورية، مثل زيوت السمسم وحب الملوك والخروع والكتان، وورق البردي، ومنتجات البلاد المعدنية كالذهب والحديد والقصدير والفضة والرصاص والنحاس والشب والنطرون والملح بالسيطرة على كل المحاجر والمناجم.
كما قام بطليموس الثاني بإدخال بعض التحسينات على النظام النقدي عن طريق إعادة نظام تداول العملات البرونزية الذي كان مألوفًا لدى المصريين منذ عهد الفراعنة، ولم يكن معروفًا لدى كل العالم الإغريقي الذي كانت تسوده التعاملات بالعملات الفضية، فأدخل ثلاث عملات برونزية جديدة من الحجم الكبير، لتصبح العملات الأكثر رواجًا في عهده، واختفت العملات الفضية تدريجيًا من خزائن العملة في مصر. ومع نشاط الحالة الاقتصادية، انتشرت المصارف في طول البلاد وعرضها، لإجراء عمليات بيع وشراء العملة وتحويلها وعمليات الإقراض بالفوائد المالية، وكان لبطليموس الثاني الحق في تحديد سعر النقد من حين لآخر. كما ازدهرت صناعات النسيج والأصواف والجعة التي كانت تخضع لأنظمة ضريبية تحت سيطرة الدولة.

## زوجاته وأبناؤه
تزوج بطليموس زوجته الأولى أرسينوي الأولى بنت ليسيماخوس بين سنتي 284-281 ق.م. وكانت أمًا لأبنائه الشرعيين:
| الاسم             | صورة | الميلاد               | الوفاة                 | ملاحظات                              |
| ----------------- | ---- | --------------------- | ---------------------- | ------------------------------------ |
| بطليموس الثالث    |      | بين سنتي 285-275 ق.م. | أكتوبر/ديسمبر 222 ق.م. | خلف والده في الملك سنة 246 ق.م.      |
| ليسيماخوس         |      |                       | 221 ق.م.               |                                      |
| برنيكي فيرنوفيروس |      | 275 ق.م. تقريبًا       | سبتمبر/أكتوبر 246 ق.م. | تزوجت ملك السلوقيين أنطيوخوس الثاني. |

بعد طلاقه من أرسينوي الأولى في سبعينيات القرن الثالث ق.م.، تزوج بطليموس الثاني من شقيقته الكبرى أرسينوي الثانية أرملة ليسيماخوس حوالي سنة 273 ق.م. لم يرزق الأخوان بذرية، إلا أنه في ستينيات القرن القرن الثالث ق.م.، نُسب أبناء أرسينوي الأولى بأرسينوي الثانية.
كان لبطليموس الثاني عددًا من المحظيات. يقال أن له ابنًا غير شرعي يدعى بطليموس أندروماخو من محظية تدعى بيليستيخي. ومن محظياته أغاثوكليا وأغلياس وابنة ميغاكليس وحاملة الكؤوس كلينو وديديمي وعازفة القيثارة غلوس وعازفتي الفلوت منيسيس وبوثيني والممثلة ميرتيون وستراتونيس الليبية.

## وصلات خارجية
- بطليموس فيلادلفوس على LacusCurtius (الفصل III بقلم إ.ر. بيفان بيت بطليموس، 1923) (بالإنجليزية)
- بطليموس الثاني فيلادلفوس مدخل في المصادر التاريخية بقام ماهون هـ. سميث (بالإنجليزية)